# Compañía Industrial Agrícola San Lorenzo Limitada
Compañía Industrial Agrícola San Lorenzo Limitada fue una empresa histórica agroindustrial argentina dedicada a la fabricación de azúcar y derivados alimenticios en la provincia de Río Negro.
Se destacó por ser uno de los pocos ingenios azucareros en base a la remolacha del país y el único emprendimiento de su tipo en la Patagonia argentina.

## Historia

### Inicios
Para el año 1915, algunas experiencias muy auspiciosas en la zona del Alto Valle de Río Negro, demostraron la conveniencia de explorar el cultivo de la remolacha azucarera. Fue así que a fines de los años 1920 Juan Pegasano y Benito Raggio fomentaron el desarrollo de la industria remolachera rionegrense. Los empresarios impulsaron el emprendimiento conocido como la Compañía Industria y Agrícola San Lorenzo Ltda. o Compañía Industrial San Lorenzo Ltda. Precisamente, La "Compañía Industrial y Agrícola San Lorenzo Limitada" surgió con 65 accionistas, de capitales porteños y bahienses, con tierras que se constituyeron en las colonias:
- "La Luisa": 243 hectáreas.
- "San Lorenzo": 221 hectáreas.
- "San Juan": 560 hectáreas.

Luego se agregaron: más 100 en Valcheta y 60 en "Laguna El Juncal" de Viedma para surtir al ingenio conesino, el único en la Patagonia. Para procesar la materia prima la empresa construyó un ingenio en localidad de San Lorenzo a pocos kilómetros al este de General Conesa junto al del río Negro. Ya con los estudios de factibilidad ejecutados, se procedió a importar equipos mecánicos Skoda desde Checoslovaquia; los mismos eran fueron considerados inmejorables para la época y tuvieron que ser transportados desde San Antonio Oeste a campo travieso en camiones especiales. Además, la vasta inversión incluyó tierras en todo el valle de Conesa para transformarlas en una verdadera locomotora para el desarrollo industrial; las mismas se dedicaron al cultivo y también a albergar modernos barrios de viviendas prefabricadas (traídas desde Canadá) para albergar a los operarios y a los trabajadores que se abocarían a las tareas de cultivo –como en Colonia La Luisa-, y que en total sumaron medio millar de obreros. Esto posibilitó que se inauguran colonias remolacheras en San Lorenzo, La Luisa (al este) y San Juan (al oeste). Consecuentemente, la producción por la descomunal inversión empresarial comenzó formalmente 30 de mayo de 1929 con la presencia de autoridades nacionales. De inmediato, el emprendimiento dio grandes frutos y se proyectaba obtener cien mil bolsas de setenta kilos de azúcar. 
De todos modos, la experiencia en el Valle del Río Negro era una prueba piloto, y el objetivo era  lograr una serie de emprendimientos de su tipo en las ciudades de Choele Choel, Viedma y Balcarce (provincia de Buenos Aires). La siembra de remolacha bajo riego se llevó a cabo en Colonia La Luisa, Colonia San Juan y en San Lorenzo, mientras que en secano se hizo lo propio en Colonia Teniente General Frías. 

### Expansión
Para mediados de la década del treinta, San Juan tenía en producción quinientas sesenta hectáreas; La Luisa y San Lorenzo doscientos cincuenta; Valcheta cien, y Viedma sesenta. En La Luisa, la Compañía montó dos motores Mercedes Benz para bombear tres millones de litro de agua para riego, y en San Lorenzo se colocaron tres bombas para tomar del río cuatro millones de litros.
Gracias a estas rápidas ganancias de los primeros años, los empresarios proyectaron otras grandes obras para maximizar la producción y ganancias como la construcción del ferrocarril conocido como Línea Económica al Valle del Río Negro. El propósito original del novedoso transporte fue servir para todo el flete que la importante empresa necesitaba. La firma llegó a un acuerdo con Ferrocarriles del Estado para la construcción de un ferrocarril para unir la zona de las colonias productoras con  la estación General Lorenzo Vintter al este de San Antonio Oeste. Esta estación hoy pertenece al actual Tren Patagónico de trocha ancha. Para la construcción del nuevo ferrocarril se proveyó los rieles y el material  rodante del depósito de material de trocha 75cm del ferrocarril estatal en Puerto Madryn. El material cedido originalmente estaba destinados a la ampliación del Ferrocarril Central del Chubut hacia el ramal de La Trochita, pero terminó en desuso ante el abandono de la obra por parte del estado. La compañía proveyó la ingeniera civil y los edificios por la compañía Lorenzo, así se tuvo un particular el diseño de las estaciones que no se halló en otros ferrocarriles vecinos.
Por decreto el 4 de noviembre de 1932 se aprobó el contrato entre Ferrocarriles del estado y la Compañía Industrial Agrícola San Lorenzo Ltda. para la construcción, dentro de las leyes 4872 y 5559, de una línea de 0.75 m. de trocha. La intención original fue establecer la cabecera en la estación Nuevo León. Sin embargo, se terminó prefiriendo la estación General Lorenzo Vintter, por ser la más próxima estación hacia el oeste. Tras partir del ferrocarril de trocha ancha, la trocha económica debía arribar al valle del río Negro pasando por el ingenio San Lorenzo y las proximidades de General Conesa. En tanto, por decreto del 29 de junio de 1937 quedó formalmente habilitado el ramal para todo tráfico hasta el km 107.

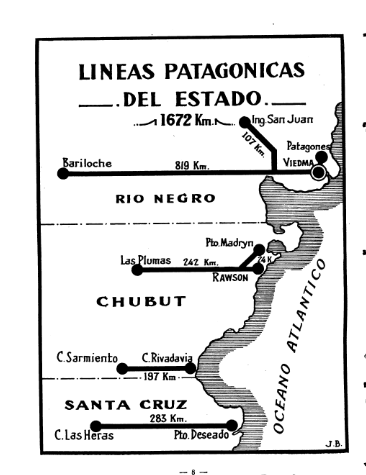
Mapas de 1936 donde se muestran las 5 Líneas Patagónicas de la empresa de Ferrocarriles del Estado. Llamativamente, se colocó ingenio San Juan a la estación San Juan por error o por resaltar su importancia dentro de la Línea Económica al Valle del Río Negro.

Ya para inicios de la década de 1930 se habían inaugurado obras en la estación General Vintter sobre la trocha ancha. El rumbo era al norte y noroeste por el Río Negro y la ciudad de Conesa hasta San Juan, después denominada Coronel F Sosa. La inauguración local fue el 15 de agosto de 1935. No obstante existe registro que los corrían trenes hasta el ingenio antes el fin del año previo como ya informaba el itinerario de horarios de 1934. Esto concuerda con el texto del decreto del 23 de mayo de 1934; el mismo establece la autorización de los planos y documentos relativos al ramal.
En 1933, el ferrocarril comenzó a operar. El Ferrocarriles del Estado era el patrón explotador y desde sus primeros años ya existían murmuraciones sobre la incapacidad de la trocha económica. Inicialmente antes la inauguración de la línea más lejos del ingenio se permitía un viaje diario en cada sentido de un tren de carga haciendo cruce en Km 39 y ocupando unas cuatro horas. En esta etapa no se encontraban trenes de pasajeros aun.
Los primeros años del ferrocarril del ingenio fueron buenos y hasta se pensó en extenderlo hasta Choele Choel. Las importantes obras que proveyeron riego, por elevación mecánica a casi 4.000 has y permitieron la radicación de más de 300 chacareros para el cultivo de remolacha azucarera. La capacidad de producción de la fábrica permitía abastecer los territorios sureños y el sur bonaerense. La factoría llegó a una producción de azúcar de remolacha con picos de 17.000.000 de kilos en 1933; 21.660.571 en 1934 y en 1935, 32.811.522 kilos. Todo representó para el ferrocarril un intenso clímax al transportar exclusivamente la gran producción.

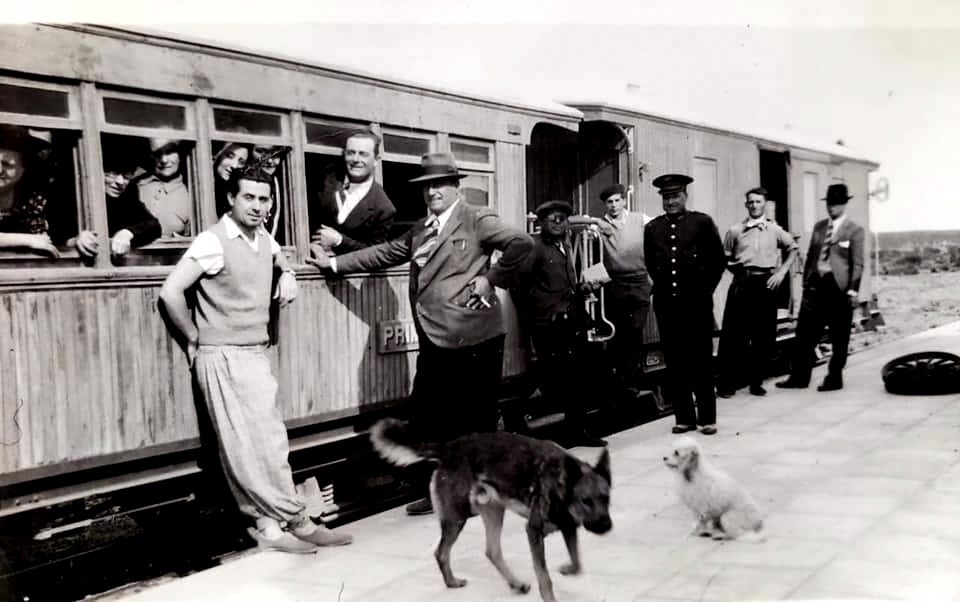
Tren mixto arribando al andén de estación Conesa

### Ocaso y cierre
Diversos factores intervinieron como el poder de los productores de caña de azúcar del norte que presionaban al gobierno. No obstante, el tiempo de gloria duró muy poco; dado que en 1936 se dio el arribo de la peste que cayó sobre los cultivos. Años después, el hijo de Benito Raggio esgrimió sospechas de que la enfermedad de remolachas, fue intencional por la semilla que enviaron desde otro país. Ya con la extraña enfermedad en progreso y marchitando las plantas. Los directivos del Ingenio convocaron a expertos norteamericanos que llegaron a General Conesa para investigar la afección. En 1936 los investigadores identificaron a un "virus filtrable" denominado por los técnicos: "marchitamiento amarillo". Ante el avance de la plaga, se intentó cubrir con cultivos en Pedro Luro, Lobería y Tres Arroyos, pero los altos costos y los fletes fueron negativos para mantener la producción azucarera. Para muchos locales la plaga había sido introducida por los intereses económicos contrarios que ya comenzaban a hacerse más visibles en sus propósitos. El ingeniero Munk llevó las muestras a su país con la promesa de resolver dicho problema. Esta enfermedad, que atacó las plantas de remolacha de Conesa, hoy lleva el nombre de este técnico que trabajó en la identificación del virus incitado por el objetivo de producir una semilla que la resistiera. 
Otro hecho que se desencadenó al mismo tiempo fue la explosión de la caldera que mató a un operario y diversas amenazas que recibieron a familias. Sin embargo, además de la plaga hubo condiciones climáticas adversas que afectaron los cultivos. Por último, los gastos de irrigación y flete no fueron competitivos. Lejos de poder enfrentar la situación Raggio sufrió un infarto y quedó postrado en cama. Finalmente, el propio estado nacional conspiró con una ley que fijaba cupos al azúcar.
Ante todo el agobio el grupo empresario decidió que el ingenio cese actividades en 1941 y la venta de sus activos. Sorpresivamente, un ingenio del norte compró todo, pero los nuevos dueños de la planta la destruyeron: destecharon el galpón de azúcar y dinamitaron las viviendas de los operarios. Además, le exigieron a Raggio, en el contrato de venta, que durante diez años se abstuviera por completo de emprender un proyecto igual. Por otro lado, los campos que habían sido el motor industrial se terminaron utilizando para el sembradío de pasturas. Como consecuencia, las praderas cubiertas de alfalfa prescindieron del trabajo intensivo. Muchas fuentes aseguran que la iniciativa de producción azucarera a partir de remolacha era una provocación para los ingenios azucareros del norte del país y por este motivo estuvieron a tras de la compra y demolición del ingenio. Esto se debe a que los ingenios norteños elaboran, hasta los días actuales, el azúcar a partir de la caña de azúcar y tenían lógicas feudales con fuertes grupos de intereses.

### Después del cierre
La desaparición del ingenio tuvo como gran víctima su ferrocarril no solo perdió al motor de sus movimientos; sino que además una variada gama de futuros productos a transportar, dado que la planta estaba proyectada para producir otros derivados de la industria: alcohol, conservas y alimentos para la producción de cerdos. Además, la otra gran consecuencia fue que el fin de la compañía significó el fin del motor para el desarrollo de infraestructura -de riego y de transporte- y un factor clave para el poblamiento de la región. Un factor que explica la importancia del ingenio para el ferrocarril fue que el rendimiento de la remolacha era el doble que producía la caña tucumana y logró poner en producción mil hectáreas de cultivo intensivo. La Trochita del ingenio, como se la denomina a veces, favorecía el traslado de azúcar, materiales para el mantenimiento y de pasajeros fuera de la zona; como así también la materia prima dentro de las colonias. Por estos motivos, los habitantes de la zona recuerdan a este periodo de actividad industrial como el tiempo de gloria de esta zona.
Pese a quedar sin su principal motor, ferrocarril continuó funcionando de modo errático unos años más. La caída de actividad del ramal se evidenció cuando en 1945 fueron enviados al nuevo ramal a Esquel muchos vagones. No obstante, aun prevalecían unos 67 remolcados por dos de las seis Henschel 2-8-2/4-4 originales con los que mantenía un modesto servicio con trenes mixtos que transportaban pasajeros y modestas cargas. Por otro lado, el convenio de construcción del ferrocarril remolachero implicó que la compañía al construir el ferrocarril debía aportar mano de obra y otros gastos: mientras que el estado debía proveer rieles, permisos y otros materiales. Una vez completada la obra del nuevo ferrocarril, el estado reintegraría el capital aportado. Sin embargo, recién la inversión fue devuelta por Ferrocarriles en 1955. Esto le causó pérdidas a los empresarios, ya que el estado no reintegro intereses por la gran demora. De este modo, se terminó licuando el dinero recibido por la intensa y larga inflación argentina.
En 1959 se dio el último intento por reactivar al ferrocarril y a la zona cuando los diputados provinciales Julio Rajneri y Alberto Rionegro de la UCRP presentaron un proyecto de resolución para que el gobierno de Río Negro promoviera la plantación de remolacha azucarera y la instalación de un ingenio para su industrialización. No obstante, el mismo no prosperó.
Los últimos años del ramal tuvieron una dirigencia a cargo de las autoridades del Ferrocarril Roca desde Buenos Aires. La misma a su vez contaba con una delegación regional de la superintendencia seccional de tráfico en San Antonio Oeste. El organismo agrupaba bajo su control a la Línea Económica a Esquel, la Línea Económica al Valle del Río Negro y el ramal Viedma - Bariloche. Las demás líneas patagónicas quedaron bajo el mando de Puerto Madryn.
Finalmente, durante el gobierno del radical Frondizi se decidió el cierre del ramal. Hay varias fechas notadas desde 1960 para la clausura de la línea. Sin embargo, el continuo funcionamiento deficitario de la línea llevó a que la empresa nacional de Ferrocarriles Argentinos encarara estudios que evaluaron el cierre del ferrocarril previo a la implementación del plan Larkin y una vez implementado este plan de racionamiento, de forma rápida el ramal fue clausurado formalmente por el decreto 4606-9.6.61. La clausura entró en vigencia definitiva para 1 de agosto de 1961. El plan de cierres incluía el abandono de este ferrocarril y las líneas vecinas: ferrocarril Central del Chubut, La Trochita, el ferrocarril de Puerto Deseado y el ferrocarril de Comodoro entre otros. Tras la implementación del plan Larkin en 1961; la primera ola de cierres alcanzó al ferrocarril al Valle del Río Negro entre varios ramales clausurados. Los gremios de los ferrocarriles locales respondieron con una larga jornada de protesta pacífica, que cuando finalizó logró detener los cierres. Sin embargo, el gobierno nacional respondió clausurando al Ferrocarril del Chubut. La clausura fue sorpresiva y se dio cuando al pretender regresar a sus puestos, los trabajadores se encontraron con la clausura definitiva del ramal 30 de octubre de 1961.

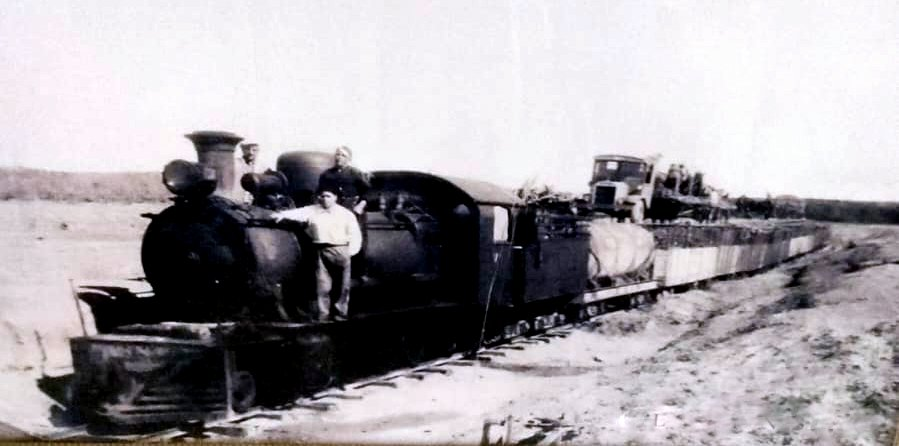
Trabajos de carga de remolachas. Nótese que el tren estaba en desnivel contra los camiones para facilitar la carga.

De inmediato procedió la clausura, una gran el material rodante fue destinado al ramal de La Trochita por ser de las mismas características. Un hecho llamativo es que pese a la clausura oficial la noticia del fin de la Línea Económica al Valle del Río Negro no apareció oficializada hasta 1965 en un suplemento del manual de estaciones. Esto se demuestra que en el itinerario de 1964, la línea continuó apareciendo como parte del Ferrocarril Roca, pero punteada indicando su clausura.La entrada en vigencia de la clausura en forma tardía pudo causas algunos posibles servicios. No obstante, para el 13 de diciembre de 1965 cuando se emitió la guía de trenes correspondiente la Línea Económica al Valle del Río Negro dejó de figurar en los registros del Ferrocarril Roca en forma definitiva.En cuanto a los elementos constitutivos del ferrocarril, sobrevivieron unos años más intactos. Sin embargo, el diario Río Negro informó del desmantelamiento definitivo de los rieles ya para 1968.

## Reconocimiento
La importancia de lo que fue el ferrocarril y el ingenio llevó a que en 2001 la provincia efectuase la declaración de “Patrimonio Histórico Provincial” a todos los sitios que quedaron en ruinas y a los que permanecieron en pie, pertenecientes al emprendimiento. Los bienes alcanzados son:
- Casco La Luisa (Nomenclatura Catastral DC 1O- C.3 - S.B - Ch. 001 -P.02): ubicado en dicha Colonia.
- Ruinas del ex ingenio azucarero (Nomenclatura Catastral DC.1O- C.3 - S.H- F.H 1O- P.07.): ubicado en Colonia San Lorenzo.
- Antigua vivienda del señor Juan Pegassano (Nomenclatura Catastral DC - 10 - C.3- S.J. - Ch.006 P.O6): hoy Escuela N.º 127, ubicada en la Colonia San Juan.
- Puente ferroviario (Nomenclatura Catastral: DC 10 - C.3 - S.H. - F.H 10 - P.03): de la Colonia San Lorenzo.
- Capilla de la Virgen Misionera en Colonia San Juan.[19]

A esto se sumó en 2011 la declaración de “Paisaje Protegido” al camino de Colonia La Luisa en las ruinas del “Ingenio Azucarero San Lorenzo”, en General Conesa, y en el marco de la ley provincial 2669.

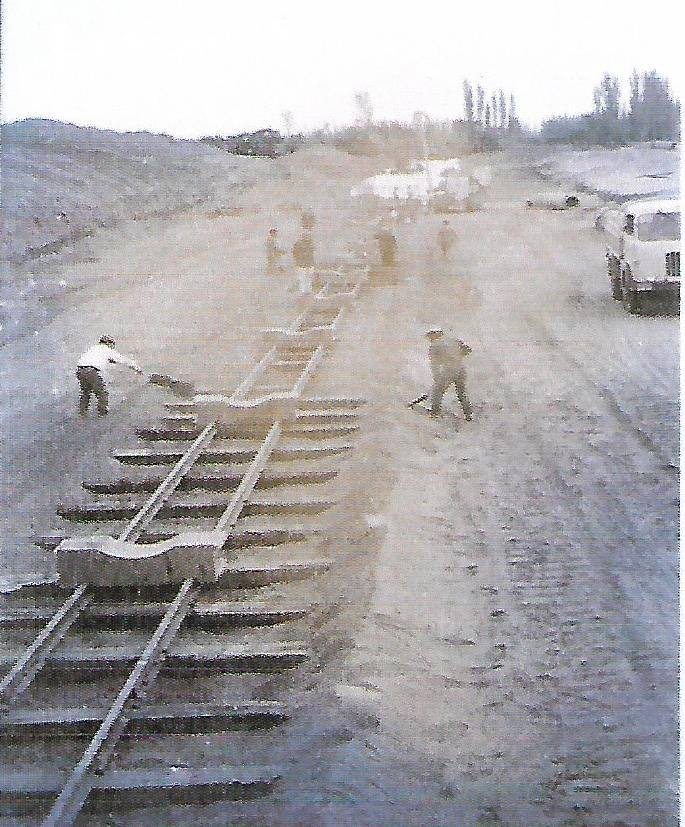
Construcción de la línea en zona cercana a Conesa.
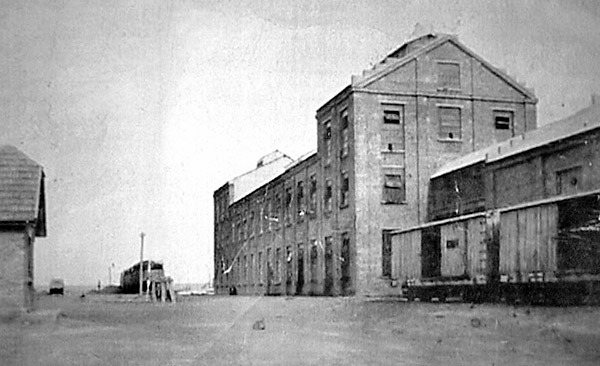
El apeadero del ingenio recibiendo una formación de cargas
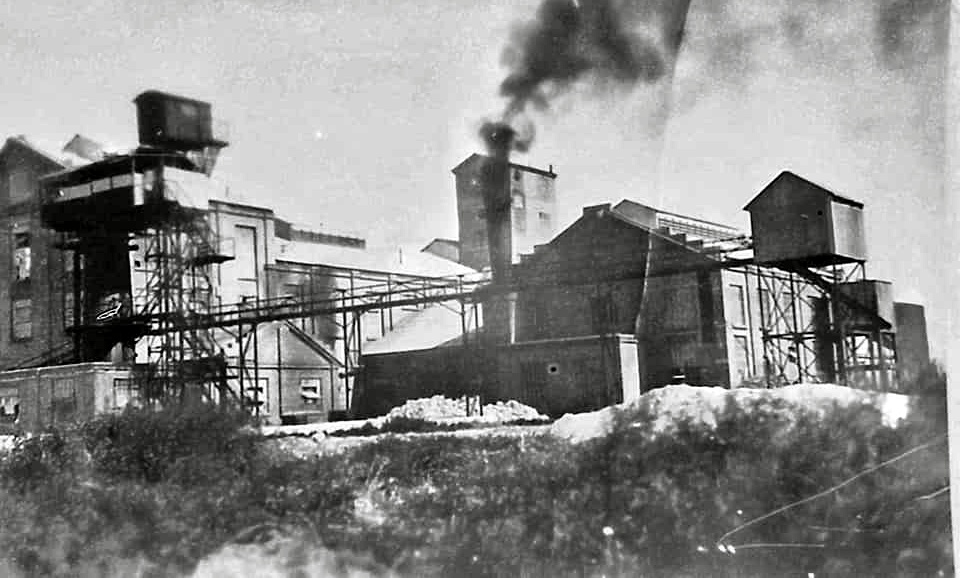
En ingenio trabajando a pleno en sus primeros años.
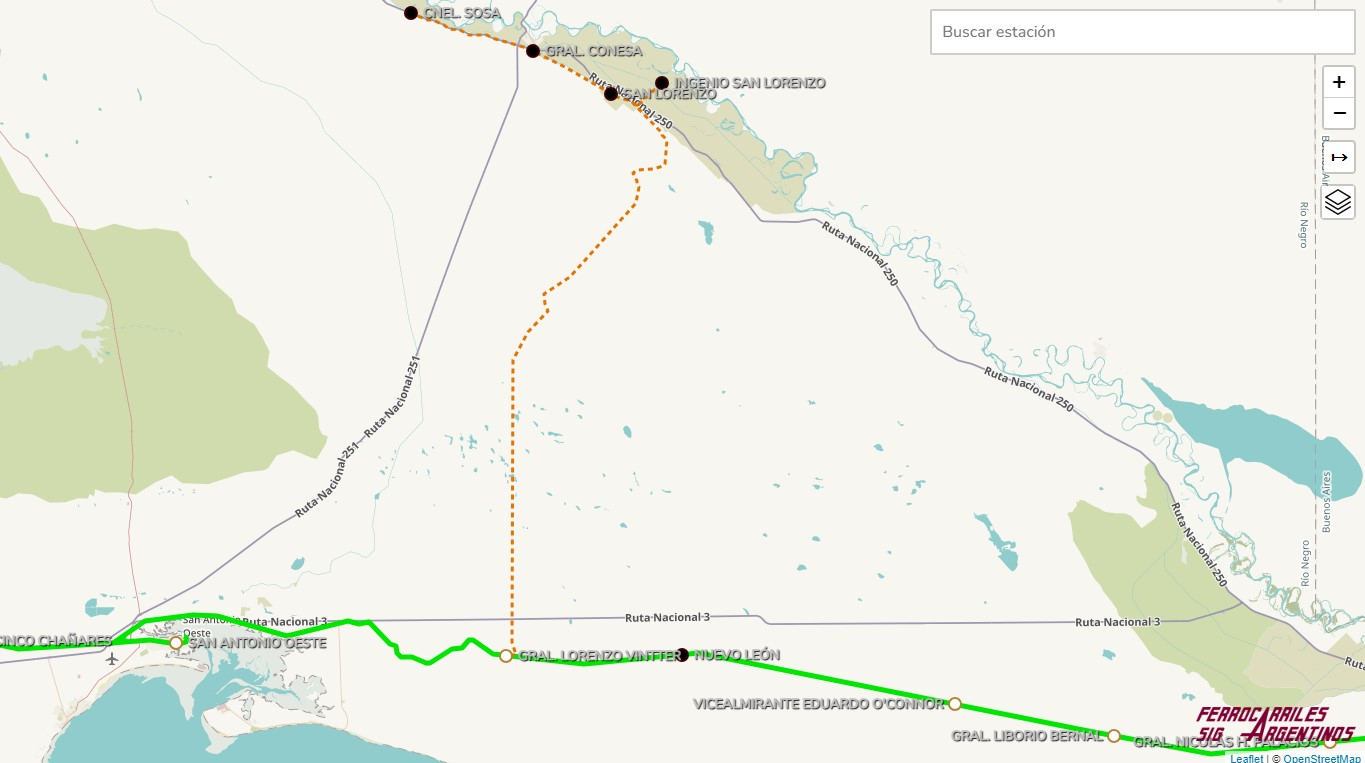
El ferrocarril en un mapa actual con sus principales puntos.
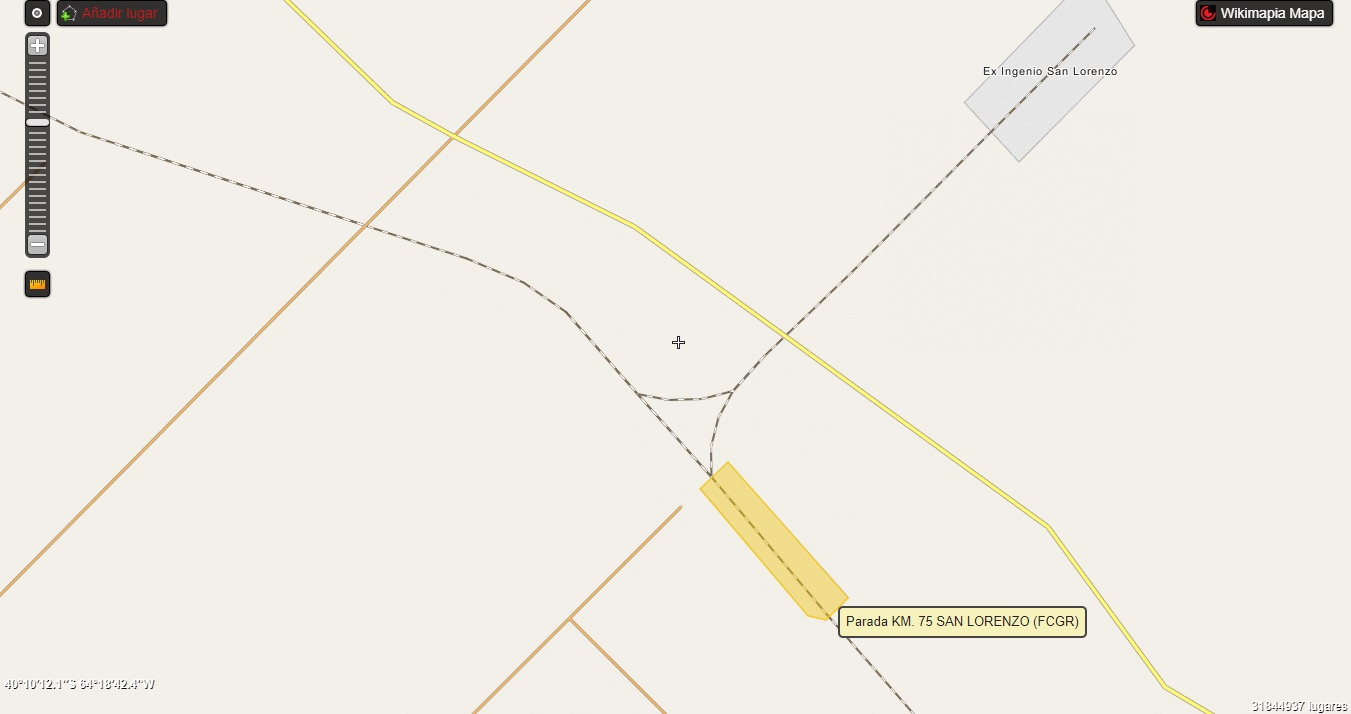
Imagen satelital de donde estuvo el ramal al ingenio con sus tres puntos de interés: la estación San Lorenzo, el empalme en forma de triángulo y el ingenio azucarero como destino final.
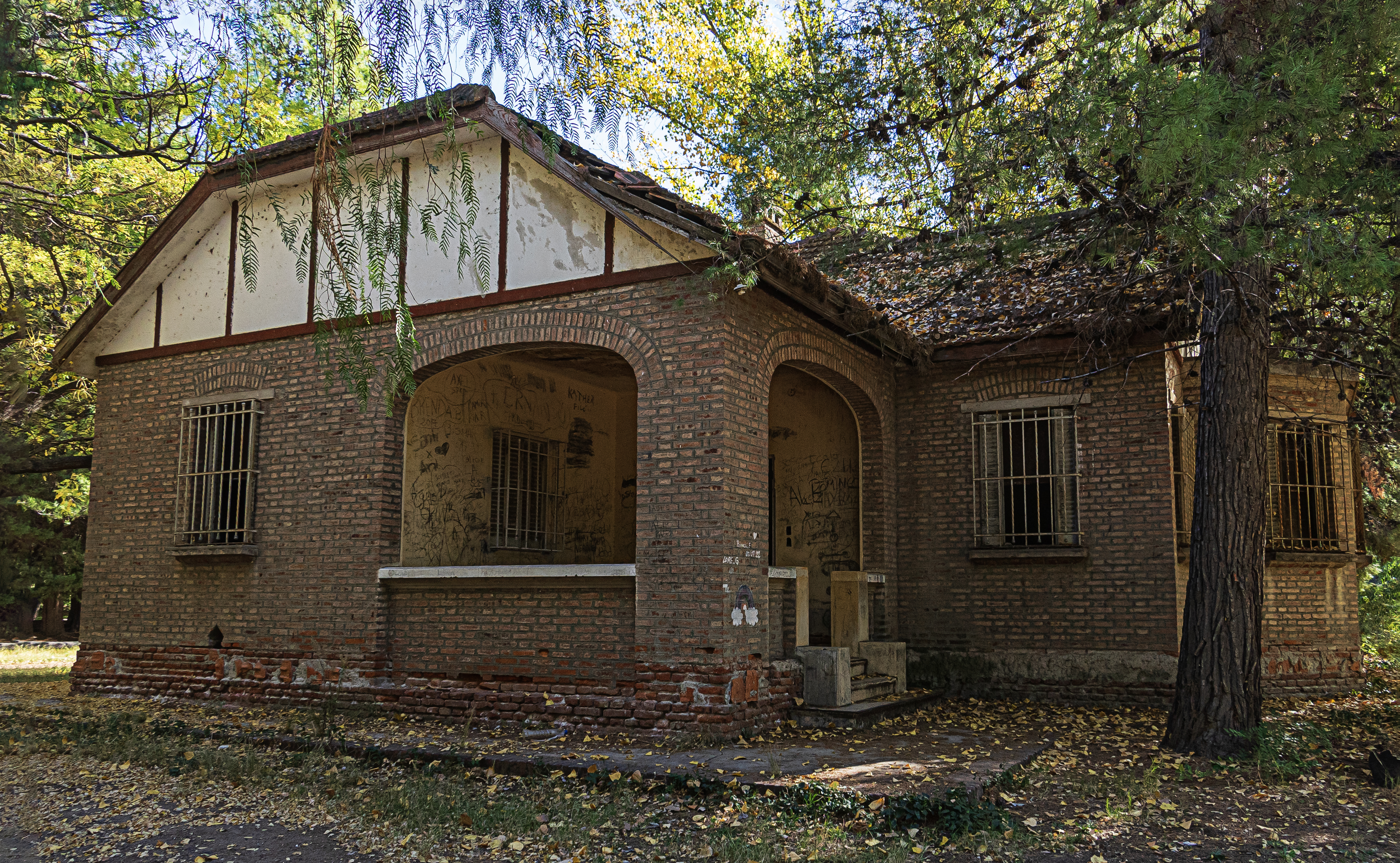
Mansión histórica del dueño de la Compañía San Lorenzo.